# تاراتیپ سریدی
تاراتیپ سریدی (به انگلیسی: Tharatip Sridee) ژیمناست زادهٔ ۲۱ فوریهٔ ۱۹۸۷ میلادی اهل کشور تایلند است.